# La Castellana (estación)
La estación sencilla La Castellana, hace parte del sistema de transporte masivo de Bogotá llamado TransMilenio inaugurado en el año 2000.

## Ubicación
La estación está ubicada en el sector del norte de la ciudad, específicamente sobre la Avenida Norte-Quito-Sur entre calles 85A Bis y 88. A la estación se accede a través de un puente peatonal ubicado sobre la calle 86A. Su taquilla está elevada, debido al cruce con la línea férrea del Tren de Cercanías de la Sabana de Bogotá.
Atiende la demanda de los barrios Polo Club, La Patria y sus alrededores.
En las cercanías están el Parque Polo Club, el supermercado Carulla Polo, la Parroquia San Luis Beltrán, el CAI Polo Club y la Mezquita de Bogotá.

## Origen del nombre
La estación recibe su nombre del cercano barrio La Castellana, conocido por el teatro del mismo nombre.

## Historia
En el año 2005, al ser puesta en funcionamiento la segunda troncal de la fase 2 del sistema, la Troncal NQS, fue puesta en funcionamiento esta estación. En esta estación se realizó la ceremonia de inauguración de la troncal Troncal NQS, la cual contó con la presencia del presidente Álvaro Uribe Vélez, ya que en ese momento la troncal aún no había sido terminada en su totalidad (se encontraba operativa hasta la estación Santa Isabel).
Es una de las estaciones del sistema, junto a Museo del Oro y Las Aguas - Centro Colombo Americano  que no tiene un servicio ruta fácil debido a que, el 1 de agosto de 2008, el servicio B5-G5 cambió su recorrido a la Calle 80, omitiendo esta estación.
En la noche del 9 de abril de 2013, se registraron los ataque contra esta estación del sistema. En esa ocasión fueron destruidas las estaciones Avenida Chile y La Castellana de la Troncal NQS, donde dejaron $22 millones de pesos en perdidas.

## Servicios de la estación

### Servicios troncales
| Tipo                                | Rutas al Norte | Rutas al Sur |
| ----------------------------------- | -------------- | ------------ |
| Expresos todos los días todo el día | B12 B72        | G12 H72      |
| Expresos lunes a sábado todo el día | B28            | F28          |

### Esquema
| ← Norte    |            |            |            |            |
| B12B72     | B28        | Carrera 28 |            |            |
| Vagón 2    | Vagón 1    | Puente     |            |            |
| Vía férrea | Vía férrea | Puente     | Vía férrea | Vía férrea |
|            |            | Puente     | Vagón 2    | Vagón 1    |
| Calle 86A  | F28H72     | G12        |            |            |
| Sur →      |            |            |            |            |

### Servicios urbanos
Así mismo funcionan las siguientes rutas urbanas del SITP en los costados externos a la estación, circulando por los carriles de tráfico mixto sobre la Avenida NQS, con posibilidad de trasbordo usando la tarjeta TuLlave:
| Código | Sector                   | Dirección        | Rutas                                             |
| ------ | ------------------------ | ---------------- | ------------------------------------------------- |
| 771A00 | A Estación La Castellana | Av. NQS - CL 85A | A605A708B020B608B631B995C103 191 599 T11 T26 T163 |
| 770A00 | A Estación La Castellana | Av. NQS - CL 86  | D995H608H631H708 191 T11 T26 T163                 |

## Ubicación geográfica
| Noroeste: C Rionegro              | Norte: Barrios Unidos     | Nordeste: B Calle 100 - Marketmedios |
| Oeste: C San Martín               |                           | Este: B Virrey                       |
| Suroeste: E NQS Calle 75 - Zona M | Sur: D Polo - FINCOMERCIO | Sureste: B Calle 85 - Gato Dumas     |